# Мустафа Ісмаїль
Мустафа́ Муха́ммад Мурсі Ісмаї́ль (араб. مُصْطَفَى مُحَمَّد مُرْسِي إِسْمَاعِيل)(17 червня 1905, село Міт-Газаль, Єгипетське королівство — 26 грудня 1978) — єгипетський читець Корану. Четвірка карі — Мухаммад аль-Міншаві, Абдуль-Басіт Абдус-Самад, Махмуд аль-Хусарі та Мустафа Ісмаїль в цілому розглядаються як найважливіші та знамениті читці Корану для сучасних людей, які мають певний вплив на ісламський світ.

## Ранні роки
Мустафа Ісмаїл народився 17 червня 1905 року в селі Міт-Газаль, неподалік Танти в Єгипті. Його виховав дід. Ісмаїл з раннього віку зосередився на Корані та у віці 10 років завершив хіфз (запам'ятовування всього Корану). Він вступив до навчального закладу в Танті, де навчався тафсиру (екзегезе), кіраату (методам читання) та фікху (ісламському праву). Завершивши формальне навчання, Ісмаїл присвятив своє життя служінню Корану.